# 伊比蒂拉馬
20°32′27″S 41°40′01″W / 20.54083°S 41.66694°W

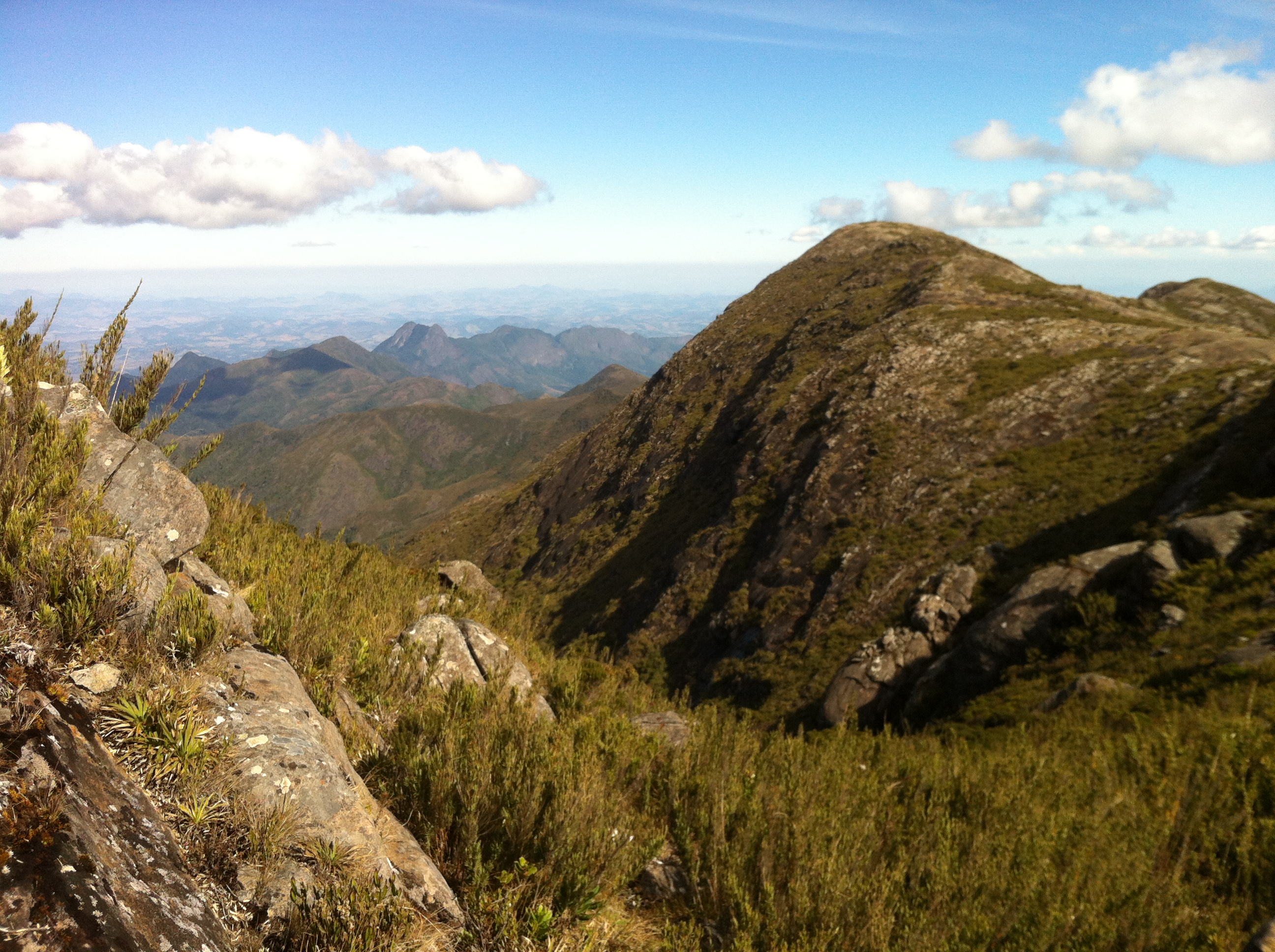
伊比蒂拉馬

伊比蒂拉馬（葡萄牙語：Ibitirama），是巴西的城鎮，位於該國東南部，由聖埃斯皮里圖州負責管轄，始建於1988年9月15日，面積329平方公里，海拔高度770米，2014年人口9,393，人口密度每平方公里28.51人。